# Raitxíkhinsk
Raitxíkhinsk - (rus) Райчихинск - és una ciutat de l'óblast de l'Amur, a Rússia. Es troba a 145 km al sud-est de Blagovésxensk i a 5.755 km a l'est de Moscou. Fou fundada el 1932 amb el nom de Raitxikha. Esdevingué una ciutat minera gràcies a l'extracció de lignit, amb un gulag establert de febrer de 1938 fins a juny de 1942, arribant a tenir 11.100 presoners treballant en el jaciment de carbó. L'empresa més gran de la ciutat és JSC "Amur Coal" (seccions "Nord-Est" i "Yericovet", el lloc "Contacte"). Aconseguí l'estatus d'assentament urbà el 1934 i el de ciutat el 1944.